# Proterometra macrostoma
Proterometra macrostoma är en plattmaskart. Proterometra macrostoma ingår i släktet Proterometra och familjen Azygiidae. Inga underarter finns listade i Catalogue of Life.